# Campeonato Europeo Femenino Sub-19 de la UEFA 2021
El Campeonato Europeo Femenino Sub-19 de la UEFA 2021 fue la vigésimo cuarta edición del torneo. La fase final se realizaría en Bielorrusia durante el año 2021.
Aparte de Bielorrusia, 49 de las 54 selecciones nacionales miembros de la UEFA restantes participaban en la competición de clasificación, donde debutaba por primera vez Andorra, donde el formato original constaría de dos rondas: la ronda de clasificación, que se celebraría en otoño de 2020, y la ronda de élite, que tendría lugar en la primavera de 2021. Sin embargo, debido a la pandemia de COVID-19 en Europa, la UEFA anunció el 13 de agosto de 2020 que, después de consultar con las 55 federaciones miembro, la ronda de clasificación se retrasaría hasta febrero de 2021 y la ronda élite sería abolida y reemplazada por play-offs, disputado en abril de 2021 por los ganadores de grupo de la 12 ronda de clasificación, el mejor subcampeón y el primer favorito por ranking de coeficiente, España (que originalmente recibiría un pase libre a la ronda élite), para determinar los equipos que se clasificarán para el torneo final para determinar los equipos clasificados para el torneo final. Francia habría sido el campeón defensor, habiendo ganado el último torneo celebrado en 2019, con la edición de 2020 cancelada debido a la pandemia de COVID-19 en Europa. Por esa razón, la UEFA anunció el 23 de febrero de 2021 que este torneo también fue cancelado.

## Primera Fase de Clasificación
Cuarenta y ocho equipos participarían en esta ronda. Se dividían en doce grupos de cuatro equipos cada uno. Los doce primeros y segundos lugares de cada grupo avanzarían a la segunda fase de clasificación junto a los cuatro mejores terceros, con un total de 28 selecciones. La fase final del torneo, estaba compuesta por ocho conjuntos. Bielorrusia pasaba directamente a la etapa final por ser la anfitriona.
La ronda de clasificación estaba programada originalmente para jugarse durante una de las dos ventanas internacionales de la FIFA, ya sea del 14 al 22 de septiembre o del 19 al 27 de octubre de 2020, pero todos los grupos se reprogramaron posteriormente para la ventana del 23 de noviembre al 1 de diciembre. Sin embargo, debido a la pandemia de COVID-19 en Europa, la UEFA anunció el 13 de agosto de 2020 que, tras consultar con las 55 federaciones miembro, la ronda de clasificación se retrasaría hasta febrero de 2021.

## Sorteo
El sorteo se realizó el 29 de noviembre de 2019 en Nyon, Suiza.

### Grupo 1
País anfitrión: Portugal
| Equipo          | Pts | PJ | PG | PE | PP | GF | GC | Dif |
| --------------- | --- | -- | -- | -- | -- | -- | -- | --- |
| República Checa | 0   | 0  | 0  | 0  | 0  | 0  | 0  | 0   |
| Portugal        | 0   | 0  | 0  | 0  | 0  | 0  | 0  | 0   |
| Rumania         | 0   | 0  | 0  | 0  | 0  | 0  | 0  | 0   |
| Letonia         | 0   | 0  | 0  | 0  | 0  | 0  | 0  | 0   |

| 6 de abril de 2021 | República Checa | vs.     | Letonia |  |  |
|                    |                 | Reporte |         |  |  |

| 6 de abril de 2021 | Rumania | vs.     | Portugal |  |  |
|                    |         | Reporte |          |  |  |

| 9 de abril de 2021 | República Checa | vs.     | Rumania |  |  |
|                    |                 | Reporte |         |  |  |

| 9 de abril de 2021 | Portugal | vs.     | Letonia |  |  |
|                    |          | Reporte |         |  |  |

| 12 de abril de 2021 | Portugal | vs.     | República Checa |  |  |
|                     |          | Reporte |                 |  |  |

| 12 de abril de 2021 | Letonia | vs.     | Rumania |  |  |
|                     |         | Reporte |         |  |  |

### Grupo 2
País anfitrión: Serbia
| Equipo  | Pts | PJ | PG | PE | PP | GF | GC | Dif |
| ------- | --- | -- | -- | -- | -- | -- | -- | --- |
| Italia  | 0   | 0  | 0  | 0  | 0  | 0  | 0  | 0   |
| Serbia  | 0   | 0  | 0  | 0  | 0  | 0  | 0  | 0   |
| Ucrania | 0   | 0  | 0  | 0  | 0  | 0  | 0  | 0   |
| Andorra | 0   | 0  | 0  | 0  | 0  | 0  | 0  | 0   |

| 6 de abril de 2021 | Italia | vs.     | Andorra |  |  |
|                    |        | Reporte |         |  |  |

| 6 de abril de 2021 | Ucrania | vs.     | Serbia |  |  |
|                    |         | Reporte |        |  |  |

| 9 de abril de 2021 | Italia | vs.     | Ucrania |  |  |
|                    |        | Reporte |         |  |  |

| 9 de abril de 2021 | Serbia | vs.     | Andorra |  |  |
|                    |        | Reporte |         |  |  |

| 12 de abril de 2021 | Serbia | vs.     | Italia |  |  |
|                     |        | Reporte |        |  |  |

| 12 de abril de 2021 | Andorra | vs.     | Ucrania |  |  |
|                     |         | Reporte |         |  |  |

### Grupo 3
País anfitrión: Gales
| Equipo              | Pts | PJ | PG | PE | PP | GF | GC | Dif |
| ------------------- | --- | -- | -- | -- | -- | -- | -- | --- |
| Francia             | 0   | 0  | 0  | 0  | 0  | 0  | 0  | 0   |
| Eslovaquia          | 0   | 0  | 0  | 0  | 0  | 0  | 0  | 0   |
| Gales               | 0   | 0  | 0  | 0  | 0  | 0  | 0  | 0   |
| Macedonia del Norte | 0   | 0  | 0  | 0  | 0  | 0  | 0  | 0   |

| 6 de abril de 2021 | Francia | vs.     | Macedonia del Norte |  |  |
|                    |         | Reporte |                     |  |  |

| 6 de abril de 2021 | Gales | vs.     | Eslovaquia |  |  |
|                    |       | Reporte |            |  |  |

| 9 de abril de 2021 | Francia | vs.     | Gales |  |  |
|                    |         | Reporte |       |  |  |

| 9 de abril de 2021 | Eslovaquia | vs.     | Macedonia del Norte |  |  |
|                    |            | Reporte |                     |  |  |

| 12 de abril de 2021 | Eslovaquia | vs.     | Francia |  |  |
|                     |            | Reporte |         |  |  |

| 12 de abril de 2021 | Macedonia del Norte | vs.     | Gales |  |  |
|                     |                     | Reporte |       |  |  |

### Grupo 4
País anfitrión: Croacia
| Equipo     | Pts | PJ | PG | PE | PP | GF | GC | Dif |
| ---------- | --- | -- | -- | -- | -- | -- | -- | --- |
| Alemania   | 0   | 0  | 0  | 0  | 0  | 0  | 0  | 0   |
| Austria    | 0   | 0  | 0  | 0  | 0  | 0  | 0  | 0   |
| Croacia    | 0   | 0  | 0  | 0  | 0  | 0  | 0  | 0   |
| Kazajistán | 0   | 0  | 0  | 0  | 0  | 0  | 0  | 0   |

| 6 de abril de 2021 | Alemania | vs.     | Kazajistán |  |  |
|                    |          | Reporte |            |  |  |

| 6 de abril de 2021 | Croacia | vs.     | Austria |  |  |
|                    |         | Reporte |         |  |  |

| 9 de abril de 2021 | Alemania | vs.     | Croacia |  |  |
|                    |          | Reporte |         |  |  |

| 9 de abril de 2021 | Austria | vs.     | Kazajistán |  |  |
|                    |         | Reporte |            |  |  |

| 12 de abril de 2021 | Austria | vs.     | Alemania |  |  |
|                     |         | Reporte |          |  |  |

| 12 de abril de 2021 | Kazajistán | vs.     | Croacia |  |  |
|                     |            | Reporte |         |  |  |

### Grupo 5
País anfitrión: Polonia
| Equipo               | Pts | PJ | PG | PE | PP | GF | GC | Dif |
| -------------------- | --- | -- | -- | -- | -- | -- | -- | --- |
| Noruega              | 0   | 0  | 0  | 0  | 0  | 0  | 0  | 0   |
| Polonia              | 0   | 0  | 0  | 0  | 0  | 0  | 0  | 0   |
| Bosnia y Herzegovina | 0   | 0  | 0  | 0  | 0  | 0  | 0  | 0   |
| Islas Feroe          | 0   | 0  | 0  | 0  | 0  | 0  | 0  | 0   |

| 6 de abril de 2021 | Noruega | vs.     | Islas Feroe |  |  |
|                    |         | Reporte |             |  |  |

| 6 de abril de 2021 | Bosnia y Herzegovina | vs.     | Polonia |  |  |
|                    |                      | Reporte |         |  |  |

| 9 de abril de 2021 | Noruega | vs.     | Bosnia y Herzegovina |  |  |
|                    |         | Reporte |                      |  |  |

| 9 de abril de 2021 | Polonia | vs.     | Islas Feroe |  |  |
|                    |         | Reporte |             |  |  |

| 12 de abril de 2021 | Polonia | vs.     | Noruega |  |  |
|                     |         | Reporte |         |  |  |

| 12 de abril de 2021 | Islas Feroe | vs.     | Bosnia y Herzegovina |  |  |
|                     |             | Reporte |                      |  |  |

### Grupo 6
País anfitrión: Escocia
| Equipo     | Pts | PJ | PG | PE | PP | GF | GC | Dif |
| ---------- | --- | -- | -- | -- | -- | -- | -- | --- |
| Escocia    | 0   | 0  | 0  | 0  | 0  | 0  | 0  | 0   |
| Hungría    | 0   | 0  | 0  | 0  | 0  | 0  | 0  | 0   |
| Montenegro | 0   | 0  | 0  | 0  | 0  | 0  | 0  | 0   |
| Estonia    | 0   | 0  | 0  | 0  | 0  | 0  | 0  | 0   |

| abril de 2021 | Escocia | vs.     | Estonia |  |  |
|               |         | Reporte |         |  |  |

| abril de 2021 | Montenegro | vs.     | Hungría |  |  |
|               |            | Reporte |         |  |  |

| abril de 2021 | Escocia | vs.     | Montenegro |  |  |
|               |         | Reporte |            |  |  |

| abril de 2021 | Hungría | vs.     | Estonia |  |  |
|               |         | Reporte |         |  |  |

| abril de 2021 | Hungría | vs.     | Escocia |  |  |
|               |         | Reporte |         |  |  |

| abril de 2021 | Estonia | vs.     | Montenegro |  |  |
|               |         | Reporte |            |  |  |

### Grupo 7
País anfitrión: Bélgica
| Equipo     | Pts | PJ | PG | PE | PP | GF | GC | Dif |
| ---------- | --- | -- | -- | -- | -- | -- | -- | --- |
| Bélgica    | 0   | 0  | 0  | 0  | 0  | 0  | 0  | 0   |
| Suecia     | 0   | 0  | 0  | 0  | 0  | 0  | 0  | 0   |
| Azerbaiyán | 0   | 0  | 0  | 0  | 0  | 0  | 0  | 0   |
| Chipre     | 0   | 0  | 0  | 0  | 0  | 0  | 0  | 0   |

| 6 de abril de 2021 | Bélgica | vs.     | Chipre |  |  |
|                    |         | Reporte |        |  |  |

| 6 de abril de 2021 | Azerbaiyán | vs.     | Suecia |  |  |
|                    |            | Reporte |        |  |  |

| 9 de abril de 2021 | Bélgica | vs.     | Azerbaiyán |  |  |
|                    |         | Reporte |            |  |  |

| 9 de abril de 2021 | Suecia | vs.     | Chipre |  |  |
|                    |        | Reporte |        |  |  |

| 12 de abril de 2021 | Suecia | vs.     | Bélgica |  |  |
|                     |        | Reporte |         |  |  |

| 12 de abril de 2021 | Chipre | vs.     | Azerbaiyán |  |  |
|                     |        | Reporte |            |  |  |

### Grupo 8
País anfitrión: Armenia
| Equipo            | Pts | PJ | PG | PE | PP | GF | GC | Dif |
| ----------------- | --- | -- | -- | -- | -- | -- | -- | --- |
| Suiza             | 0   | 0  | 0  | 0  | 0  | 0  | 0  | 0   |
| Irlanda del Norte | 0   | 0  | 0  | 0  | 0  | 0  | 0  | 0   |
| Turquía           | 0   | 0  | 0  | 0  | 0  | 0  | 0  | 0   |
| Armenia           | 0   | 0  | 0  | 0  | 0  | 0  | 0  | 0   |

| 5 de abril de 2021 | Suiza | vs.     | Armenia |  |  |
|                    |       | Reporte |         |  |  |

| 5 de abril de 2021 | Turquía | vs.     | Irlanda del Norte |  |  |
|                    |         | Reporte |                   |  |  |

| 8 de abril de 2021 | Suiza | vs.     | Turquía |  |  |
|                    |       | Reporte |         |  |  |

| 8 de abril de 2021 | Irlanda del Norte | vs.     | Armenia |  |  |
|                    |                   | Reporte |         |  |  |

| 11 de abril de 2021 | Irlanda del Norte | vs.     | Suiza |  |  |
|                     |                   | Reporte |       |  |  |

| 11 de abril de 2021 | Armenia | vs.     | Turquía |  |  |
|                     |         | Reporte |         |  |  |

### Grupo 9
País anfitrión: Albania
| Equipo    | Pts | PJ | PG | PE | PP | GF | GC | Dif |
| --------- | --- | -- | -- | -- | -- | -- | -- | --- |
| Dinamarca | 0   | 0  | 0  | 0  | 0  | 0  | 0  | 0   |
| Rusia     | 0   | 0  | 0  | 0  | 0  | 0  | 0  | 0   |
| Albania   | 0   | 0  | 0  | 0  | 0  | 0  | 0  | 0   |
| Moldavia  | 0   | 0  | 0  | 0  | 0  | 0  | 0  | 0   |

| 5 de abril de 2021 | Dinamarca | vs.     | Moldavia |  |  |
|                    |           | Reporte |          |  |  |

| 5 de abril de 2021 | Albania | vs.     | Rusia |  |  |
|                    |         | Reporte |       |  |  |

| 8 de abril de 2021 | Dinamarca | vs.     | Albania |  |  |
|                    |           | Reporte |         |  |  |

| 8 de abril de 2021 | Rusia | vs.     | Moldavia |  |  |
|                    |       | Reporte |          |  |  |

| 11 de abril de 2021 | Rusia | vs.     | Dinamarca |  |  |
|                     |       | Reporte |           |  |  |

| 11 de abril de 2021 | Moldavia | vs.     | Albania |  |  |
|                     |          | Reporte |         |  |  |

### Grupo 10
País anfitrión: Países Bajos
| Equipo       | Pts | PJ | PG | PE | PP | GF | GC | Dif |
| ------------ | --- | -- | -- | -- | -- | -- | -- | --- |
| Países Bajos | 0   | 0  | 0  | 0  | 0  | 0  | 0  | 0   |
| Eslovenia    | 0   | 0  | 0  | 0  | 0  | 0  | 0  | 0   |
| Israel       | 0   | 0  | 0  | 0  | 0  | 0  | 0  | 0   |
| Lituania     | 0   | 0  | 0  | 0  | 0  | 0  | 0  | 0   |

| abril de 2021 | Países Bajos | vs.     | Lituania |  |  |
|               |              | Reporte |          |  |  |

| abril de 2021 | Israel | vs.     | Eslovenia |  |  |
|               |        | Reporte |           |  |  |

| abril de 2021 | Países Bajos | vs.     | Israel |  |  |
|               |              | Reporte |        |  |  |

| abril de 2021 | Eslovenia | vs.     | Lituania |  |  |
|               |           | Reporte |          |  |  |

| abril de 2021 | Eslovenia | vs.     | Países Bajos |  |  |
|               |           | Reporte |              |  |  |

| abril de 2021 | Lituania | vs.     | Israel |  |  |
|               |          | Reporte |        |  |  |

### Grupo 11
País anfitrión: Bulgaria
| Equipo    | Pts | PJ | PG | PE | PP | GF | GC | Dif |
| --------- | --- | -- | -- | -- | -- | -- | -- | --- |
| Finlandia | 0   | 0  | 0  | 0  | 0  | 0  | 0  | 0   |
| Islandia  | 0   | 0  | 0  | 0  | 0  | 0  | 0  | 0   |
| Bulgaria  | 0   | 0  | 0  | 0  | 0  | 0  | 0  | 0   |
| Georgia   | 0   | 0  | 0  | 0  | 0  | 0  | 0  | 0   |

| 6 de abril de 2021 | Finlandia | vs.     | Georgia |  |  |
|                    |           | Reporte |         |  |  |

| 6 de abril de 2021 | Bulgaria | vs.     | Islandia |  |  |
|                    |          | Reporte |          |  |  |

| 9 de abril de 2021 | Finlandia | vs.     | Bulgaria |  |  |
|                    |           | Reporte |          |  |  |

| 9 de abril de 2021 | Islandia | vs.     | Georgia |  |  |
|                    |          | Reporte |         |  |  |

| 12 de abril de 2021 | Islandia | vs.     | Finlandia |  |  |
|                     |          | Reporte |           |  |  |

| 12 de abril de 2021 | Georgia | vs.     | Bulgaria |  |  |
|                     |         | Reporte |          |  |  |

### Grupo 12
País anfitrión: Grecia
| Equipo     | Pts | PJ | PG | PE | PP | GF | GC | Dif |
| ---------- | --- | -- | -- | -- | -- | -- | -- | --- |
| Inglaterra | 0   | 0  | 0  | 0  | 0  | 0  | 0  | 0   |
| Irlanda    | 0   | 0  | 0  | 0  | 0  | 0  | 0  | 0   |
| Grecia     | 0   | 0  | 0  | 0  | 0  | 0  | 0  | 0   |
| Kosovo     | 0   | 0  | 0  | 0  | 0  | 0  | 0  | 0   |

| 5 de abril de 2021 | Inglaterra | vs.     | Kosovo |  |  |
|                    |            | Reporte |        |  |  |

| 5 de abril de 2021 | Grecia | vs.     | Irlanda |  |  |
|                    |        | Reporte |         |  |  |

| 8 de abril de 2021 | Inglaterra | vs.     | Grecia |  |  |
|                    |            | Reporte |        |  |  |

| 8 de abril de 2021 | Irlanda | vs.     | Kosovo |  |  |
|                    |         | Reporte |        |  |  |

| 11 de abril de 2021 | Irlanda | vs.     | Inglaterra |  |  |
|                     |         | Reporte |            |  |  |

| 11 de abril de 2021 | KOS | vs.     | Grecia |  |  |
|                     |     | Reporte |        |  |  |

### Ranking de los segundos
El mejor segundo de la primera fase clasifica a los Play-offs. Solo se tienen en cuenta los resultados de los equipos ubicados en segundo lugar frente a los equipos primero y tercero de su grupo.
| Pos. | Grupo | Equipo | PJ | PG | PE | PP | GF | GC | DG | Pts |
| ---- | ----- | ------ | -- | -- | -- | -- | -- | -- | -- | --- |
| 1    | 1     |        | 0  | 0  | 0  | 0  | 0  | 0  | 0  | 0   |
| 2    | 2     |        | 0  | 0  | 0  | 0  | 0  | 0  | 0  | 0   |
| 3    | 3     |        | 0  | 0  | 0  | 0  | 0  | 0  | 0  | 0   |
| 4    | 4     |        | 0  | 0  | 0  | 0  | 0  | 0  | 0  | 0   |
| 5    | 5     |        | 0  | 0  | 0  | 0  | 0  | 0  | 0  | 0   |
| 6    | 6     |        | 0  | 0  | 0  | 0  | 0  | 0  | 0  | 0   |
| 7    | 7     |        | 0  | 0  | 0  | 0  | 0  | 0  | 0  | 0   |
| 8    | 8     |        | 0  | 0  | 0  | 0  | 0  | 0  | 0  | 0   |
| 9    | 9     |        | 0  | 0  | 0  | 0  | 0  | 0  | 0  | 0   |
| 10   | 10    |        | 0  | 0  | 0  | 0  | 0  | 0  | 0  | 0   |
| 11   | 11    |        | 0  | 0  | 0  | 0  | 0  | 0  | 0  | 0   |
| 12   | 12    |        | 0  | 0  | 0  | 0  | 0  | 0  | 0  | 0   |

## Ronda Élite
El sorteo de la ronda élite se celebraría originalmente el 8 de diciembre de 2020 en la sede de la UEFA en Nyon, y los partidos estaban programados para jugarse en la primavera de 2021. Sin embargo, debido a la pandemia de COVID-19 en Europa, la UEFA anunció el 13 de agosto de 2020 que, tras consultar con las 55 federaciones miembro, la ronda élite sería abolida y sustituida por los play-offs.

## Play-offs
Los 14 equipos estaban divididos en siete series. Los siete ganadores se clasificaban para el torneo final. Los play-offs estaban programados para jugarse en abril de 2021.
Equipos calificados
- España
- Ganador Grupo 1
- Ganador Grupo 2
- Ganador Grupo 3
- Ganador Grupo 4
- Ganador Grupo 5
- Ganador Grupo 6
- Ganador Grupo 7
- Ganador Grupo 8
- Ganador Grupo 9
- Ganador Grupo 10
- Ganador Grupo 11
- Ganador Grupo 12
- Mejor Segundo

## Fase Final de Grupos
Por séptima vez el número de selecciones participantes pasará de cuatro a ocho y se celebraría en Bielorrusia en el 2021.

## Sorteo
El sorteo se realizaba en Bielorrusia, en fecha a definir.
Quienes ocupen el primer y segundo lugar de cada grupo clasificaban a la semifinal

#### Grupo A
| Equipo | Pts | PJ | PG | PE | PP | GF | GC | Dif |
| ------ | --- | -- | -- | -- | -- | -- | -- | --- |
|        | 0   | 0  | 0  | 0  | 0  | 0  | 0  | 0   |
|        | 0   | 0  | 0  | 0  | 0  | 0  | 0  | 0   |
|        | 0   | 0  | 0  | 0  | 0  | 0  | 0  | 0   |
|        | 0   | 0  | 0  | 0  | 0  | 0  | 0  | 0   |

#### Grupo B
| Equipo | Pts | PJ | PG | PE | PP | GF | GC | Dif |
| ------ | --- | -- | -- | -- | -- | -- | -- | --- |
|        | 0   | 0  | 0  | 0  | 0  | 0  | 0  | 0   |
|        | 0   | 0  | 0  | 0  | 0  | 0  | 0  | 0   |
|        | 0   | 0  | 0  | 0  | 0  | 0  | 0  | 0   |
|        | 0   | 0  | 0  | 0  | 0  | 0  | 0  | 0   |